# Petro-Davîdivka, Dîkanka
Petro-Davîdivka (în ucraineană Петро-Давидівка) este localitatea de reședință a comunei Petro-Davîdivka din raionul Dîkanka, regiunea Poltava, Ucraina.

## Demografie
Componența lingvistică a localității Petro-Davîdivka
     Ucraineană (96,89%)
     Rusă (2,28%)
     Alte limbi (0,62%)
Conform recensământului din 2001, majoritatea populației localității Petro-Davîdivka era vorbitoare de ucraineană (96,89%), existând în minoritate și vorbitori de rusă (2,28%).